# Xã Sherman, Quận Johnson, Arkansas
Xã Sherman (tiếng Anh: Sherman Township) là một xã thuộc quận Johnson, tiểu bang Arkansas, Hoa Kỳ. Năm 2010, dân số của xã này là 356 người.